# Cecil Green
Cecil Green (ur. 30 września 1919 w Dallas zm. 29 lipca 1951 w Winchester) – amerykański kierowca wyścigowy. Startował w Indianapolis 500 w latach 1950-1951 dzięki czemu został sklasyfikowany jako kierowca Formuły 1. Startował w zespole Kurtis Kraft.